# Дієго Каріока
Дієго Сантос Сілва Насціменто або просто Дієго Сантос (порт.-браз. Diego Silva Nascimento Santos; нар. 6 лютого 1998, Нітерой, Ріо-де-Жанейро, Бразилія) — бразильський футболіст, півзахисник «Колоса» (Ковалівка).

## Життєпис
На молодіжному рівні виступав за бразильські команди «Айморе» та «Греміо». У 2018 році став гравцем основного складу «Айморе», разом з яким став срібним призером другого дивізіону штату Ріу-Гранді-ду-Сул і вийшов у Лігу Гаушу. Потім нетривалий час виступав за «Лажеаденсе».
Влітку 2019 року перебував на перегляді в білоруському «Вітебську», з яким у підсумку 9 липня підписав контракт. 21 липня дебютував у чемпіонаті Білорусі, вийшовши на заміну на 57-ій хвилині матчу з «Мінськом».
У липні 2021 року підписав трирічний контракт з українським клубом «Колос» з Ковалівки. У футболці ковалівського клубу дебютував 24 липня 2021 року в нічийному (0:0) виїзному поєдинку 1-го туру Прем'єр-ліги України проти рівненського «Вереса». Дієго вийшов на поле на 58-ій хвилині, замінивши Олега Ільїна. Перший м'яч у новій команді забив 4 грудня того ж року у ворота «Металіста 1925» (1:0). Через повномасштабне вторгнення Росії  більшість гравців-легіонерів в Україні в 2022 році залишили свої клуби, зокрема і Дієго Каріока, який перейшов до польської «Ягеллонії». 
У сезонах 2022/23 встиг пограти за дві команди: угорський «Залаегерсег» та азербайджанський «Сумгаїт». 27 червня 2023 року повернувся до лав ковалівського «Колоса». 